# Недирективни интервју
Недирективни интервју је врста интервјуа у којој интервјуиста примењује особену стратегију и на посредан начин, без експлицитног мешања у избор тема, пушта да сâм интервјуисани бира теме и проблеме за разговор. Недирективни интервју се користи у психологији и социјалном раду, посебно у процесу процене проблема клијента и дијагнозе.